# شیرین‌لب خط‌دار
شیرین‌لب خط‌دار (نام علمی: Plectorhinchus diagrammus) نام یک گونه از سرده شیرین‌لب است.